# Malaysia ai Giochi olimpici
La Malaysia ha partecipato per la prima volta ai Giochi olimpici nel 1964. Era stata presente anche nelle due edizioni precedenti come Federazione della Malesia.
Gli atleti malesi hanno vinto 13 medaglie ai Giochi olimpici estivi, la prima delle quali è stata conquistata a Barcellona 1992, ma non è stata ancora vinta nessuna medaglia d'oro.
La prima partecipazione ai Giochi olimpici invernali si è avuta a Pyeongchang 2018.
Il Consiglio Olimpico della Malaysia, creato nel 1953, venne riconosciuto dal CIO nel 1954.

## Medaglieri

### Medaglie alle Olimpiadi estive
| Giochi                 | Oro              | Argento          | Bronzo           | Totale           |
| ---------------------- | ---------------- | ---------------- | ---------------- | ---------------- |
| 1956 Melbourne         | 0                | 0                | 0                | 0                |
| 1960 Roma              | 0                | 0                | 0                | 0                |
| 1964 Tokyo             | 0                | 0                | 0                | 0                |
| 1968 Città del Messico | 0                | 0                | 0                | 0                |
| 1972 Monaco            | 0                | 0                | 0                | 0                |
| 1976 Montreal          | 0                | 0                | 0                | 0                |
| 1980 Mosca             | non partecipante | non partecipante | non partecipante | non partecipante |
| 1984 Los Angeles       | 0                | 0                | 0                | 0                |
| 1988 Seul              | 0                | 0                | 0                | 0                |
| 1992 Barcellona        | 0                | 0                | 1                | 1                |
| 1996 Atlanta           | 0                | 1                | 1                | 2                |
| 2000 Sydney            | 0                | 0                | 0                | 0                |
| 2004 Atene             | 0                | 0                | 0                | 0                |
| 2008 Pechino           | 0                | 1                | 0                | 1                |
| 2012 Londra            | 0                | 1                | 1                | 2                |
| 2016 Rio de Janeiro    | 0                | 4                | 1                | 5                |
| 2020 Tokyo             | 0                | 1                | 1                | 2                |
| 2024 Parigi            | 0                | 0                | 2                | 2                |
| Totale                 | 0                | 8                | 7                | 15               |

### Medaglie alle Olimpiadi invernali
| Giochi           | Oro | Argento | Bronzo | Totale |
| ---------------- | --- | ------- | ------ | ------ |
| 2018 PyeongChang | 0   | 0       | 0      | 0      |
| 2022 Pechino     | 0   | 0       | 0      | 0      |
| Totale           | 0   | 0       | 0      | 0      |